# Tredje slaviska velarpalataliseringen
Tredje slaviska velarpalataliseringen är en samslavisk ljudförändring som innebar en progressiv palatalisering av velarer. Ljudförändringen går också under benämningen den progressiva palataliseringen av velarer, eftersom två andra regressiva palataliseringar av velarer har inträffat.

## Orsak
Den tredje palataliseringen orsakades av den främre vokalen i1 före velar konsonant. 

## Resultat
Resultatet av den tredje palataliseringen är detsamma som för den andra velarpalataliseringen i hela det slaviska språkområdet:
```
*i + *k > c, där c är den tonlösa alveolara 
affrikatan
 [ʦ].
*i + *g > ʒ eller z', där ʒ och z’ är den tonande alveolara affrikatan [ʣ] respektive den palataliserade tonande alveolara frikativan [zʲ].
*i + *x > š eller s’, där x är den 
tonlösa velara frikativan [x]
 och š den 
tonlösa postalveolara frikativan [ʃ]
.
```

## Tidsordning
Den relativa tidsordningen för de tre slaviska velarpalataliseringarna är ifrågasatt. Att den första velarpalataliseringen föregick den andra velarpalataliseringen är utom tvivel. Många forskare hävdar att den tredje velarpalataliseringen föregick den andra.